# Iwo Jima

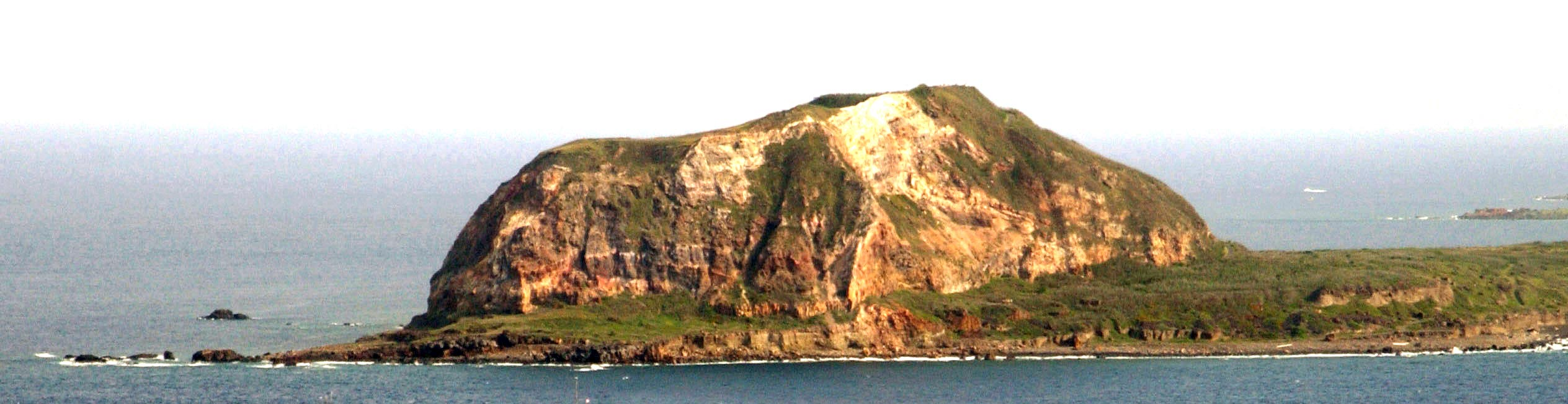
Mont Suribatxi a Iwo Jima

Iwo Jima, Iwoto o Iwo To,  escoltar (?·pàg.) (japonès: 硫黄島 Iōtō, o Iōjima, que significa 'illa de sofre') és una illa volcànica del Japó, part de les Illes Volcàniques (la part del sud de les Illes Ogasawara), aproximadament a 650 milles marines (1.200 km) al sud de Tòquio (24° 47′ 2″ N, 141° 18′ 46″ E). És famosa com el lloc de la batalla d'Iwo Jima al febrer i març de 1945, entre els Estats Units i Japó durant la Segona Guerra Mundial. Iwo Jima va ser ocupada pels EUA fins a 1968, en què va ser retornada al Japó.
Té una àrea aproximada de 21 km². L'aspecte més destacat de l'illa és el mont Suribatxi (Suribachisan), un volcà adormit de 166 m d'alçada. Iwo Jima és estranyament pla i sense altres aspectes destacats per a ser una illa volcànica.
L'illa és part de la ciutat i prefectura de Tòquio. Les indústries principals són les mines de sofre i les refineries de sucre, però l'illa no té habitants civils i es necessita un permís especial per entrar-hi. Els exhabitants de l'illa i altres desposseïts per la guerra només hi poden entrar en commemoracions de la guerra.

## Assemblea d'Honor
El 19 de febrer de 1985 (el 40è aniversari del dia en què les tropes dels EUA varen començar l'assalt a l'illa), veterans de les dues forces es van trobar per l'"Assemblea d'Honor" just uns metres més enllà del punt on els marines van desembarcar en l'illa.
Durant la cerimònia es va destapar una placa de granit amb el missatge següent:
"En el 40è aniversari de la batalla d'Iwo Jima, veterans americans i japonesos es troben altre cop en la mateixa sorra, aquesta vegada en pau i amistat. Commemorem els nostres camarades, vius i morts, que van lluitar aquí amb valentia i honor, i preguem junts que els nostres sacrificis a Iwo Jima siguin sempre recordats i mai es repeteixin".
El missatge està inscrit als dos costats de la placa, amb la versió anglesa mirant les platges on van desembarcar les tropes dels EUA i amb la versió japonesa mirant terra endins, on les tropes japoneses defensaven la seva posició.
La cerimònia commemorativa del 50è aniversari es va fer el març de 1995 davant d'aquesta placa. El 2000 se'n va fer el 55è aniversari.

## Base aèria i naval
La força marítima d'Autodefensa del Japó (JMSDF) opera una base aèria i naval a Iwo Jima. La pista d'aterratge té una longitud de 2.650 metres i una amplada de 60 metres. La seva orientació és 07/25. El seu codi ICAO de quatre lletres és RJAW i el seu codi IATA de tres lletres és IWO. La JMSDF s'encarrega del suport, control aeri, combustible i rescat. La força aèria d'Autodefensa del Japó també usa la base. La força terrestre d'Autodefensa del Japó controla diverses peces artilleres. La marina dels EUA també usa la base per fer operacions, com ara pràctiques d'aterratge nocturn en portaavions.